# Isolated I/O
Das Isolated I/O (isolierte Adressierung), auch Port-Mapped I/O (PMIO), ist ein Verfahren zur Adressierung von Speicherzellen angeschlossener Peripheriegeräte in einem Mikrocomputer. 
Bei der bekannteren Alternative Memory Mapped I/O werden die Register des Peripheriegerätes auf Speicherstellen innerhalb des gewöhnlichen Adressraumes abgebildet und vom Prozessor auch als solche angesteuert. Beim Isolated I/O verwendet man hingegen einen isolierten Adressraum, der wesentlich kleiner ist und separat vom Hauptspeicher-Adressraum angesteuert wird. Dieser Adressraum wird auch als I/O-Adressraum bezeichnet. Zur Auswahl des jeweiligen Adressraumes wird bei der Adressierung durch den Mikroprozessor ein zusätzliches Signal wie z. B. MREQ (Memory Request) verwendet. Die ansteuernde Software muss über spezielle I/O-Befehle verfügen, die diese Signale aktivieren und so den eigenen Adressraum ansprechen.